# بريد ويندوز لايف
كان بريد ويندوز لايف (المعروف سابقًا باسم بريد ويندوز لايف سطح المكتب، والذي يحمل الاسم الرمزي إلروي) عميل بريد إلكتروني مجاني من مايكروسوفت. وهو خليفة بريد ويندوز في نظام التشغيل ويندوز فيستا، والذي خلف أوت لوك اكسبريس في نظامي التشغيل ويندوز إكس بي وويندوز 98. تم تصميم الإيميل الإلكتروني الخاص بمايكروسوفت ليعمل على ويندوز 7 وويندوز سيرفر 2008 R2، ولكنه متوافق أيضًا مع ويندوز 8 وويندوز 10، على الرغم من أن مايكروسوفت تجمع بين عميل بريد إلكتروني جديد، يسمى بريد ويندوز، مع الأخير.
منذ عام 2013 تقريبًا، تم الإبلاغ عن مشكلات خطيرة مع بريد ويندوز لايف 2012 (ولكن ليس مع بريد ويندوز لايف 2011) في مواقع المدونات المختلفة (بما في ذلك منتديات مايكروسوفت). تتمثل إحدى المشكلات في أن رسائل البريد الإلكتروني المحذوفة تستمر في العودة يومًا بعد يوم. تطور آخر تسبب في حدوث شكاوى هو مجلد إرسال البريد المباشر الذي يحتوي على اسم المرسل بشكل خاطئ بدلاً من اسم المستلم في العمود إلى، بينما يتم حذف اسم حساب المرسل في عمود الحساب (نظرًا لأن الخطأ يؤثر فقط على هذا المجلد، فإن الحل البديل هو نقل العناصر المرسلة إلى مجلد جديد، يسمى - على سبيل المثال - «أُرسل 2019»). المناقشات في المنتديات لم تقدم أي حلول واضحة لهذه القضايا.
البريد الإلكتروني لبريد ويندوز لايف بعيدًا عن برامج البريد الإلكتروني التابعة لمايكروسوفت القديمة أوت لوك اكسبريس، الذي قام بتخزين جميع رسائل البريد الإلكتروني التي تتكون من مجلد (مثل علبة البريد) في ملف.dbx واحد. يقوم بحذف رسائل بريد إلكتروني متعددة)، يقوم بريد ويندوز لايفl بتخزين رسالة بريد إلكتروني كملف.eml منفصل. يتم الاحتفاظ ببنية المجلد فقط في ملف قاعدة بيانات واحد، باستخدام بنية قاعدة بيانات ESE (محرك التخزين القابل للتوسيع)، المسمى Mail.MSMessageStore (والذي يحتوي أيضًا على بعض البيانات الوصفية لكل ملف.eml على النظام، لذلك يمكن أن يكون ملفًا ضخمًا). يحتفظ البرنامج أيضًا بنسخة احتياطية من هذا الملف، في مجلد النسخ الاحتياطي الفرعي، لذلك نادرًا ما تحدث المشاكل. عند الضرورة، يمكن إعادة إنشاء ملف Mail.MSMessageStore من البيانات الموجودة في ملفات.eml.

## التاريخ

### الإصدار 12 (الموجة 2)
تم إصدار الإصدار الأول من بريد ويندوز لايف في 6 نوفمبر 2007. يبدأ ترقيم إصدار بريد ويندوز لايف في 12 لأن هذا التطبيق هو تقدم لبريد ويندوز، وليس تطبيقًا جديدًا تمامًا. تم تطوير بريد ويندوز لايف بواسطة نفس الفريق الذي كتب بريد ويندوز.
يحتوي بريد ويندوز لايف على جميع ميزات بريد ويندوز. كما تضيف الميزات الجديدة التالية:
- دعم حسابات البريد الإلكتروني المستندة إلى الويب بما في ذلك هوتميل وجي ميل وبريد ياهو!.
- واجهة مستخدم مختلفة تتطابق مع تطبيقات ويندوز لايف الأخرى «موجة 2».
- التزامن مع جهات اتصال ويندوز لايف.
- دعم موجز ويب لآر إس إس. تشمل الميزات البارزة القدرة على الرد مباشرة عبر البريد الإلكتروني على مؤلف العنصر الذي يظهر في موجز آر إس إس، والقدرة على تجميع عدة موجزات في مجلد واحد. تتطلب وظيفة آر إس إس إنترنت إكسبلورر 7 أو أحدث.
- قوائم الرسائل متعددة الخطوط.
- يمكن استخدام الرموز التعبيرية في رسائل البريد الإلكتروني والوظائف الأخرى.
- التدقيق الإملائي في الخط.
- مجلدات صندوق الوارد المنفصلة لحسابات بوب المختلفة.
- دعم إرسال ملفات الصور في رسائل البريد الإلكتروني من خلال ميزة البريد الإلكتروني للصور، والتي تقوم بتحميل الصور إلى خدمة قائمة على الويب وإرسال عنوان محدد موقع الموارد الموحد والصور المصغرة في البريد. يمكنه أيضًا إجراء تصحيح أساسي للصور وتطبيق تأثيرات حدود مختلفة على الصور.

#### مقارنة مع بريد ويندوز
على الرغم من أن بريد ويندوز لايف هو خليفة بريد ويندوز (فيستا) على نظام التشغيل ويندوز فيستا، فقد كان هناك العديد من الاختلافات في الوظائف بين بريد ويندوز لايف وبريد ويندوز عندما تم إصداره في عام 2007. وتشمل هذه:
- تمت إزالة القدرة على عرض وتحرير بريد لغة توصيف النص الفائق الإلكتروني حسب المصدر في بريد ويندوز لايف.
- تمت إزالة القدرة على تعيين الهوامش.
- القرطاسية النصية لبريد ويندوز لايف 2011 متاحة من مكتبة كلودايت.
- وثائق التعليمات المثبتة محليًا غير متوفرة لبريد ويندوز لايف.
- تمت إضافة دعم لاستخدام علب بريد مختلفة مع مجلدات منفصلة (صندوق الوارد، البريد غير الهام وما إلى ذلك) في بريد ويندوز لايف.
- تمت إضافة دعم مزامنة دلتا، وهو بروتوكول خاص للوصول إلى حسابات البريد الإلكتروني على ويندوز لايف هوتميل، في بريد ويندوز لايف،
- تمت إضافة دعم التأليف الموزع على الويب وتعيين الإصدار، وهو بروتوكول قائم على لغة توصيف النص الفائق (حسابات بريد إلكتروني على شبكة الإنترنت)، تم تطويره لبرنامج أوت لوك اكسبريس، في بريد ويندوز لايف.
- القدرة على إجراء بحث يستند إلى فهرس نص كامل في بريد ويندوز لايفl إذا تم تثبيت بحث ويندوز.

### الإصدار 2009 (الموجة 3)
تم إصدار نسخة تجريبية من بريد ويندوز لايف في سبتمبر 2008. يتميز بواجهة مستخدم جديدة، مثل تطبيقات ويندوز لايف «الموجة 3» التجريبية الأخرى التي تم إصدارها في نفس الوقت، لا تحتوي على رموز على أزرار شريط الأدوات. كما تتميز بوظيفة تقويم جديدة، تتم مزامنة أحداث التقويم تلقائيًا بين بريد ويندوز لايف وتقويم ويندوز لايف المستند إلى الويب. تم إصدار نسخة «تحديث بيتا» من بريد ويندوز لايف في 15 ديسمبر 2008، وتم إطلاق هذا الإصدار رسميًا كإصدار نهائي في 8 يناير 2009. كان هذا هو الإصدار الأخير الذي يدعم نظام التشغيل ويندوز إكس بي.
لا يزال الإصدار 2009 يحتوي على نفس مشكلة امتدادات البريد المتعددة مع البريد الموقع الذي يحتوي عليه أوت لوك اكسبريس.

### إصدار 2011 (الموجة 4)
أصبح الإصدار التجريبي الأول متاحًا في 24 يونيو 2010، وشرائط رياضية في واجهة المستخدم وجزء التقويم. جاء الإصدار التجريبي الثاني مع شاشة بدء تشغيل جديدة وتحديثات طفيفة أخرى. تم إصدار الإصدار الأخير من بريد ويندوز لايف 2011 في 30 سبتمبر 2010، مع مجموعة ويندوز لايف الضروريات 2011. يتطلب ويندوز فيستا أو أحدث، لم يعد ويندوز إكس بي مدعومًا.

### إصدار 2012 (الموجة 5)
في 7 أغسطس 2012، أصدرت مايكروسوفت إصدارًا جديدًا من ضروريات ويندوز 2012، والذي تضمن بريد ويندوز لايف 2012. يتطلب ويندوز 7 أو Windowsويندوز سيرفر 2008 R2 أو ويندوز 8 أو ويندوز 10. لم يعد نظام التشغيل ويندوز فيستا مدعومًا.
لا توجد فروق ذات دلالة إحصائية عن بريد ويندوز لايف 2011، احفظ توقف دعم فيستا ومزامنة دلتا. الاختلاف التقني الوحيد هو الاستبدال في بريد ويندوز لايف 2012 لمزامنة دلتا بواسطة تبادل ActiveSync. أبلغت منتديات المستخدمين عن مشاكل كبيرة في برنامج الترقية KB3093594، لذا يوصى بعدم محاولة الترقية من بريد ويندوز لايف 2011، ولا توجد فوائد في القيام بذلك، حيث أن كلا الإصدارين متطابقان، ما لم يرغب المستخدم في استخدام تبادل ActiveSync .

### استبدال
أعلنت مايكروسوفت أن أوت لوك.كوم قد توقف عن دعم بريد ويندوز لايف خلال عام 2016 من خلال التوقف عن استخدام بروتوكول مزامنة دلتا. أعلنت مايكروسوفت أن أوت لوك.كوم قد توقف عن دعم بريد ويندوز لايف خلال عام 2016 من خلال التوقف عن استخدام بروتوكول مزامنة دلتا. كما تم تقديم بدائل الطرف الثالث لها، مثل OE كلاسيك. تم تقديمه أيضًا.
على الرغم من توقف استخدام مزامنة دلتا على خوادم مايكروسوفت منذ 30 يونيو 2016، يستمر بريد ويندوز لايف 2011 و2012 في العمل مع حسابات البريد الإلكتروني على هوتميل باستخدام بروتوكول الوصول إلى رسائل الإنترنت (أو بروتوكول مكتب البريد بشكل أقل فعالية) بدلاً من مزامنة دلتا. لا يزال جي ميل وموفرو الخدمات الآخرون يدعمون مزامنة دلتا، لذلك لا يزال بإمكان المستخدمين استخدام بريد ويندوز لايف 2011 مع حسابات بريد إلكتروني غير تابعة لمايكروسوفت (ولكن ليس بريد ويندوز لايف 2012، حيث تمت إزالة دعم مزامنة دلتا منه).
وصل ضروريات ويندوز 2012، بما في ذلك بريد ويندوز لايف 2012، إلى نهاية الدعم في 10 يناير 2017، ولم يعد متاحًا للتنزيل من مايكروسوفت، ولكن معظم البرامج المجمعة فيه أو في ضروريات ويندوز 2011، بما في ذلك بريد ويندوز لايف، تستمر في العمل ويمكن تنزيلها من Archive.org.

## وصلات خارجية
- المدونة الرسمية